# Bogdan Žagar
Bogdan Žagar, slovenski inženir gozdarstva, * 31. marec 1901, Klanec pri Kozini, † 15. december 1972, Ljubljana.

## Življenje in delo
Žagar je v letih 1912−17 in 1918−20 v Idriji obiskoval realko, vmes vojaško šolo v Pragi. Zaradi italijanske zasedbe se je družina 1920 preselila v Brežice. Žagar je 1924 diplomiral na Gospodarsko-gozdarski fakulteti v Zagrebu. Leta 1927 v Beogradu opravil državni izpit za samostojno vodenje gozdnega gospodarstva. V letih 1925−1936 je bil okrajni gozdarski referent v Crikvenici, 1936−39 pomočnik upravitelja pri Državni gozdni upravi v Bohinjski Bistrici, 1939−44 referent na gozdarskem odseku banske uprave v Ljubljani. Od 1941 je sodeloval z OF, bil marca 1944 zaprt, avgusta odpeljan v Koncentracijsko taborišče Dachau, od tam v Allach, junija 1945 se je vrnil v Ljubljano. Do 1953 je delal v Ministrstvu za gozdarstvo LRS in na drugih vodilnih mestih. Konec 1953 je bil imenovan za direktorja Inštituta za gozdno in lesno gospodarstvo (IGLIS) in ga vodil do upokokojitve 1966. Žagar je za delo med NOB in po osvoboditvi prejel naslednja odlikovanja: partizansko spomenico 1941, red bratstva in enotnosti s srebrnim vencem in red dela z zlatim vencem.  
Žagar je v letih 1955−66 kot honorarni izredni profesor predaval organizacijo gozdnega gospodarstva na ljubljanski BF. Kot gozdarski strokovnjak si je prizadeval zlasti za napredek gospodarjenja s kraškimi gozdovi, proučeval je organizacijo gozdarske službe ter spodbujal raziskovalno delo in izobraževanje. Bil je med pobudniki ustanovitve gozdarskega oddelka Tehniškega muzeje Slovenije.